# Boris Berezovsky (homme d'affaires)
Pour les articles homonymes, voir Boris Berezovsky et Berezovsky.
Boris Abramovitch Berezovsky (en russe : Бори́с Абра́мович Березо́вский), né le 23 janvier 1946 à Moscou et mort le 23 mars 2013 à Ascot (Berkshire, Royaume-Uni), est un homme d'affaires et homme politique russe.
Cultivant des relations avec tous les milieux, dont celui du crime organisé, il tire profit de la libéralisation post-communiste et entre dans le cercle intime de Boris Eltsine pour devenir l'un des plus influents oligarques de Russie.
En 1997, alors qu'il est au sommet de sa puissance et que le magazine Forbes estime sa fortune à trois milliards de dollars américains, il contribue à l'arrivée au pouvoir de Vladimir Poutine. Il devient ensuite opposant politique à celui-ci.
Poursuivi pour fraude et évasion fiscale par la justice russe, il obtient l'asile politique au Royaume-Uni et s'installe à Londres. Il est ensuite poursuivi pour blanchiment d'argent par les justices brésilienne et française. Il vit en exil à Londres sous le nom de Platon Elenine, jusqu'à sa mort, dans des conditions incertaines, en 2013.

## Jeunesse et débuts en affaires
Né dans une famille juive de Moscou, Boris Abramovitch Berezovsky étudie la sylviculture et les mathématiques appliquées, études couronnées par un doctorat en 1983, l’année de ses 37 ans.
Après avoir travaillé vingt-cinq ans comme chercheur en théorie du processus de décision, en 1991, il devient à 45 ans membre associé de l'Académie des sciences de Russie où il dirige un laboratoire spécialisé dans les systèmes informatiques destinés aux entreprises.
Parallèlement en 1989, au moment de la perestroïka (1985-1991), Berezovsky avait débuté dans le monde des affaires. Il était entré dans l'entreprise d'État AvtoVAZ (constructeur des véhicules de marque Lada) avec le titre d'expert en management. Il avait alors commencé à acheter et revendre des automobiles.
Après la dislocation de l'URSS en 1991, pendant la présidence de Boris Eltsine, Berezovsky fait fortune grâce à une combinaison de méthodes douteuses appuyées par ses réseaux d'influence politiques et financiers.
En 1992, il devient le président d'une nouvelle société, LogoVAZ, distributeur exclusif d'AvtoVAZ, vendant principalement des Lada. Sous son égide, AvtoVAZ réalise de fausses exportations et vend à perte au distributeur LogoVAZ alors que l'inflation atteint 2 000 % par an : ainsi, Berezovsky se constitue rapidement une fortune de près de 250 millions de dollars.
Peu après, il revend ses actions LogoVAZ à une société suisse et monte plusieurs compagnies financières, avec des filiales basées dans le paradis fiscal des îles Caïmans.
Boris Berezovsky se bâtit progressivement un empire commercial et médiatique. Il utilise ses réseaux d'influence pour acquérir des parts dans plusieurs entreprises d'État pendant les privatisations controversées des années 1990, dont AvtoVAZ, la compagnie aérienne Aeroflot et des entreprises exploitant des matières premières, notamment le pétrole de Tchétchénie dès 1992. Le financement « maison » de ses projets lui permet de faire ces transactions à des conditions singulièrement avantageuses.
Berezovsky devient aussi le principal actionnaire (à 49 %) de la chaîne de télévision ORT (futur Pervy Kanal, Первый канал), la plus regardée en Russie, et propriétaire du quotidien Nezavissimaïa Gazeta,.
Toutefois, durant la période d'anomie des années 1990 en Russie, comme de nombreux hommes d'affaires, Berezovsky aurait pactisé avec la mafia russe. Impliqué dans des guerres de gangs, il échappe ainsi à plusieurs tentatives d'assassinat :  
- un soir d’été, en 1993, son showroom de la perspective Lénine, une des principales artères de la ville de Moscou, est littéralement pris d’assaut par un groupe mafieux, auquel sa garde tchétchène réplique à la kalachnikov[6] ;
- lors d'un attentat à la bombe en 1994, son chauffeur est décapité par la déflagration[7],[8].

## Au cœur du pouvoir
En 1996, Boris Berezovsky fait son entrée en politique. Les médias que contrôle Berezovsky, ainsi que le groupe des sept banquiers dont il fait partie, assurent un soutien essentiel à Boris Eltsine (président russe de 1991 à 1999) lors de sa campagne de réélection en 1996.
Berezovsky s'implique en finançant des candidats libéraux, en prononçant des discours politiques et en recherchant des fonctions politiques.
Ainsi, d’octobre 1996 à 1997, Berezovsky devient secrétaire adjoint du Conseil de sécurité de la fédération de Russie, c'est-à-dire le numéro trois de cet organisme (après le président russe et le secrétaire en titre), un poste qui lui permet de mener à bien ses projets pétroliers en Tchétchénie avec l’appui d'Eltsine. Le 29 avril 1997, Berezovsky a été promu conseiller d'État effectif de la fédération de Russie de 1re classe - le plus haut grade civil de la fédération de Russie.
Il devient ensuite secrétaire général de la Communauté des États indépendants (CEI) de mai 1998 à mars 1999.
Durant ces années, Berezovsky est l'un des principaux artisans de l'ultra-libéralisation politique et économique en Russie. Il fait partie du « clan Eltsine », avec la fille du président, Tatiana Ioumacheva, et le chef de l'administration présidentielle, Alexandre Volochine.
En 1998, Berezovsky favorise l'accession au poste de premier ministre de Sergueï Kirienko.
Devenu l'une des personnalités les plus impopulaires lors du krach financier qui suivit, Berezovsky expliqua son impopularité au journal Le Figaro, alors qu'il passait ses vacances dans sa propriété sur la Côte d'Azur, par l'antisémitisme des Russes. Il se vante aussi d'avoir fait destituer deux Premiers ministres (Ievgueni Primakov, qui avait décidé de centrer son action contre les oligarques, en 1998, et Sergueï Stepachine).
Du fait de sa fonction, Berezovsky fait entrer Vladimir Poutine, ancien directeur du FSB méconnu du public, dans « le clan Eltsine » jusqu'au poste de Premier ministre en août 1999, au moment du déclenchement de la seconde guerre de Tchétchénie.
En décembre 1999, il se fait élire député de la Douma dans une circonscription de Karatchaïévo-Tcherkessie, une république du Caucase du Nord,,.

### Liens avec la Tchétchénie
Les relations de Berezovsky avec la mafia tchétchène présente à Moscou ont fréquemment été évoquées par ses adversaires. On l'a accusé de profiter de trafics d'armes et d'être impliqué dans des affaires liées à la première guerre de Tchétchénie, parmi lesquels un oléoduc transportant le pétrole de la mer Caspienne, qui devait traverser initialement le territoire tchétchène.
Ainsi, Berezovsky aurait été impliqué dans le « business du kidnapping » dans la Tchétchénie d’après 1996, à l’issue de la première guerre dans la république caucasienne, notamment quand il occupait le poste du secrétaire adjoint du Conseil de sécurité de Russie. Il se serait rendu complice dans des paiements de rançons, voire aurait organisé certains rapts,,.
Berezovsky lui-même a admis avoir été en contact avec Chamil Bassaïev, chef de la branche islamiste des indépendantistes tchétchènes, et n'a pas caché lui avoir donné un million de dollars, « pour amorcer la reconstruction de la Tchétchénie ».
Le président indépendantiste tchétchène Aslan Maskhadov estimait en 2002 que Berezovsky n’avait pas été le seul, dans les cercles du pouvoir russe, à avoir « planifié » la reprise de la guerre en 1999, et qu’il n’était pas le plus important de ceux-ci.
Peu après l’élection de Vladimir Poutine à la présidence russe en mars 2000, Berezovsky commence à s’opposer à lui sur divers sujets, dont ceux de la seconde guerre en Tchétchénie et du respect des libertés. Il se déclare catégoriquement hostile à l'indépendance de la Tchétchénie mais favorable à lui accorder une « autonomie politique et culturelle » et dénonce, avec quelques autres détracteurs de Poutine, le « génocide » du peuple tchétchène par l'armée russe,.

### La disgrâce
Berezovsky espérait sans doute pouvoir disposer auprès du nouveau président russe de la même influence dont il usait auprès de Boris Eltsine. Ce dernier démissionne cependant à la surprise générale le 31 décembre 1999, et Poutine est élu président de la fédération de Russie en mars 2000.
Poutine doit diriger le pays dans un contexte complexe où les oligarques, dont la Semibankirchtchina, ont accumulé beaucoup d'argent et d'influence, grâce à l’acquisition — dans des conditions obscures et avec l’aide éventuelle du système financier occidental — de l’ensemble de l’appareil industriel et minier de l’ancienne Union soviétique, incluant notamment d’immenses rentes gazières et pétrolières ; ces acquisitions ont parfois été accompagnées de collusion avec la mafia russe, de corruption de fonctionnaires et ensuite de tentatives fréquentes d’échapper aux taxations du jeune État russe.
S'ouvre alors une période considérée par les uns comme une période de lutte contre la corruption, pour d'autres comme une utilisation politiquement populiste du souhait de la population de voir la corruption disparaître, et par d'autres (les oligarques notamment) comme une « chasse aux riches » ; Poutine fait alors ouvrir des enquêtes policières et fiscales sur les affaires de plusieurs milliardaires aux récentes fortunes suspectes, dont Mikhaïl Khodorkovski et Kakha Bendoukidze (qui se réfugie en Géorgie en 2004, en prenant la nationalité géorgienne, soutenu et admiré par Berezovsky). Berezovsky est lui-même une des cibles du nouveau gouvernement et de la justice russe qui l'accuse de fraude à grande échelle, notamment dans l'affaire de la privatisation controversée d’Aeroflot, et de corruption politique.

## Exil au Royaume-Uni
Après avoir démissionné de son mandat de député en juillet 2000, il s'exile à Londres en octobre 2001, où il habite, en alternance avec sa propriété luxueuse du cap d'Antibes sur la Côte d'Azur. Sous la pression du gouvernement russe, il est contraint de vendre plusieurs de ses sociétés holdings. Début 2002, Berezovsky est dépossédé de ses parts dans la chaîne ORT et, en mai, le Kremlin prend le contrôle de son autre chaîne, TV6.
À Londres, Berezovsky se rapproche d'un émissaire des séparatistes tchétchènes Akhmed Zakaïev — lui aussi faisant l'objet d'un mandat d'arrêt russe pour création de bandes armées, de plus de trois cents meurtres et de nombreux enlèvements —, ainsi que d’un transfuge des services secrets russes, Alexandre Litvinenko, à qui il offre hébergement et emploi.
En 2004, Berezovsky finance la révolution orange en Ukraine.
En septembre 2012, une émission de la télévision publique russe accuse Boris Berezovsky d'être « derrière » la prière punk anti-Poutine chantée par les Pussy Riot dans une cathédrale de Moscou.

### Meurtre de Paul Klebnikov, journaliste critique de Berezovsky
Dès la fin des années 1990, le journaliste américain Paul Klebnikov du magazine Forbes, en poste à Moscou, avait écrit plusieurs articles sur les supposées activités criminelles de Berezovsky. Un procès pour diffamation, concernant un article publié en 1996, obligea Forbes à retirer certaines allégations contenues dans l'article, et à modifier l'estimation de sa fortune, la faisant passer de trois à un milliard de dollars. En 2000, Klebnikov publie un livre intitulé Le Parrain du Kremlin : Berezovsky et le pillage de la Russie dans lequel il présente le milliardaire comme un véritable parrain ayant contribué au pillage de la Russie.
Le 9 juillet 2004, alors qu'il quitte les bureaux russes du magazine Forbes tard dans la nuit, Klebnikov est attaqué dans une rue de Moscou par des inconnus : ces derniers lui tirent dessus à partir d'une voiture passant lentement près de lui ; Klebnikov est atteint par quatre balles et meurt à son arrivée à l'hôpital,.

### L'oligarque opposant à Poutine en fuite, poursuivi par les justices russe, brésilienne et française
Exilé à Londres à partir d’octobre 2001, Boris Berezovsky est poursuivi par l'administration russe pour abus de biens sociaux et détournement de fonds liés à ses sociétés LogoVAZ et Andava. Cette dernière, immatriculée à Lausanne en Suisse, encaissait les recettes des antennes d’Aeroflot dans le monde et aurait ponctionné au passage d’importantes commissions. En Russie, Berezovsky souffre d’une mauvaise réputation et les crimes et escroqueries qui lui sont imputés ont fait l'objet de livres, comme celui de Paul Klebnikov mentionné ci-dessus.
Berezovsky est aussi compromis avec de multiples groupes de la mouvance tchétchène.
De son exil londonien, Berezovsky tente de s'immiscer dans la vie politique russe et critique vivement le pouvoir du président Poutine. Il l'accuse notamment d'être impliqué, alors qu’il dirigeait le FSB, dans trois explosions d'immeubles de 1999 qui ont fait trois cents morts, notamment à Moscou et Volgodonsk ; selon Berezovsky, elles auraient contribué à déclencher la seconde guerre de Tchétchénie ; or cette guerre a permis à Poutine d’être nommé Premier ministre par Eltsine, puis président par intérim et de devenir suffisamment populaire pour accéder à la présidence. Il dénonce également l'escalade autoritaire du régime, prétend que Poutine a pour projet d'instaurer un pouvoir dictatorial et qu'il pourrait préparer un coup d'État au terme de son second mandat, dans le but de rester en place alors que la Constitution russe prévoit qu'il doit se retirer après deux mandats successifs.
En 2002, Berezovsky fonde un nouveau parti politique, appelé « Russie libérale », pour s'opposer à Poutine lors des élections législatives en décembre de la même année, tout en soutenant financièrement le Parti communiste. La principale figure en Russie du nouveau parti, le député Sergueï Iouchenkov, est assassiné en avril 2003 et Berezovsky est exclu de son parti peu après. La même année, il demande officiellement l'asile politique au Royaume-Uni, tandis que Moscou a sollicité son extradition par un mandat d'arrêt international avec pour motifs, la fraude, le blanchiment d'argent et l’appel au renversement par la force du pouvoir constitutionnel.
En janvier 2006, Berezovsky déclare à l'Écho de Moscou que « toute action violente de la part de l'opposition [russe] est aujourd'hui justifiée, y compris une prise de pouvoir par la force, sur laquelle justement je travaille ». Trois mois plus tard, le journal britannique The Guardian publie une interview de Boris Berezovsky dans laquelle celui-ci appelle à nouveau à un renversement par la force du gouvernement russe.
En novembre 2007, Berezovsky est condamné par contumace en Russie à six ans de prison pour des détournements de fonds dans l'entreprise Aeroflot à hauteur de 214 millions de roubles (six millions de dollars).
En juillet 2007, la justice brésilienne émet un mandat d'arrêt pour blanchiment d'argent contre Berezovsky. Il s’agit du deuxième mandat d'arrêt après celui de la Russie. C'est après cette affaire que Berezovsky se présente comme un opposant au Kremlin, laissant certains analystes supposer que c'est un moyen pour lui, sous couvert de rhétorique démocratique, d'essayer de se soustraire aux justices brésilienne et russe.
En 2011, après plus de dix ans d'enquête, la justice française le met en examen pour avoir, selon le parquet, blanchi d'énormes sommes d'argent par l’achat de trois propriétés de luxe au cap d'Antibes. Le clocher de la Garoupe aurait ainsi été payé le 31 juillet 1997, treize millions d'euros à Francis Bouygues, ce que Berezovsky nie, mais une note de police de 1999 et un rapport des impôts ont confirmé que cette propriété a effectivement été acquise par l'oligarque, au moyen d’un montage financier complexe, avec des liquidités ayant transité par des banques luxembourgeoises et suisses. Le procureur chargé de l'affaire requiert début 2013 son renvoi devant un tribunal correctionnel.
En 2005, des perquisitions faites à la Garoupe avaient aussi mis l'Office central de répression de la grande délinquance financière (OCRGDF) sur la piste d'un autre oligarque, Roman Abramovitch qui aurait apporté une caution bancaire pour une partie des fonds, par sa société Sibneft (selon Berezovsky, Abramovitch n'apparaissait plus dans le capital de Sibneft car trop exposé politiquement mais continuait à en percevoir une rente, et le produit de la cession d'actions, ce que nie Abramovitch). La justice a saisi une partie des biens et des fonds de l'oligarque (pour l'équivalent de plus de 74 millions €).

#### Procès contre Abramovitch
En 2012, Berezovsky accuse l'oligarque russe Roman Abramovitch devant la Haute Cour de justice anglaise de l’avoir contraint, sous la menace d’en être purement et simplement dépouillé, à lui vendre à bas prix — 1,3 milliard de dollars — ses parts de la société pétrolière Sibneft, pour les revendre ensuite 13,1 milliards de dollars, soit dix fois plus, à l’État russe. Il demande 4,7 milliards de dollars à Abramovitch,.
Le procès, présidé par la juge Elizabeth Gloster, est particulièrement médiatique et se solde par la défaite de Berezovsky en août 2012,. Berezovsky est décrit dans le jugement comme un témoin peu fiable qui « considère la vérité comme un concept transitoire et flexible ». Berezovsky se dit « ébahi » par le jugement et accuse la juge Gloster d'avoir « réécrit l'histoire russe ». Le procès lui coûte plus de 35 millions de livres sterling en frais de justice.
Après cet échec judiciaire, Berezovsky est considéré comme dépressif. Il peine à payer les frais liés à son procès. Son ancienne maîtresse Elena Gorbounova lui réclame des millions de livres sterling après la vente d'une propriété dans le Surrey. Il est aussi contraint de vendre une peinture d'Andy Warhol.

## Affaire Litvinenko
Son ami Alexandre Litvinenko ingère fin 2006 une dose mortelle de polonium 210. La justice du Royaume-Uni conclut à l'implication de deux agents russes du FSB dans cet empoisonnement. Mais les milieux proches du président Poutine dénoncent l'implication de Berezovsky dans ce meurtre, qui aurait utilisé la mort de Litvinenko dans sa croisade médiatique contre Poutine.
L'affaire Alexandre Litvinenko replace Berezovsky au centre de l'actualité. L'ancien agent du FSB Andreï Lougovoï (suspect pour la Grande-Bretagne du meurtre de Litvinenko) accuse publiquement Berezovsky d'avoir obtenu son refuge en Grande-Bretagne en échange de la transmission au MI6 de documents russes classés secret d'État, qu'il aurait conservés du temps où il était numéro deux du Conseil de sécurité en 1996-1997, sous la présidence d’Eltsine. Andreï Lougovoï déclare également qu'il considère Berezovsky comme ayant été impliqué dans le meurtre d’Alexandre Litvinenko, dont les commanditaires seraient le MI6 ou les terroristes tchétchènes (les motifs seraient politiques, dans le but d'affaiblir la Russie), ou bien Berezovsky lui-même (dans le but supposé d'échapper à l'extradition réclamée par la Russie). Berezovsky pense, quant à lui, que Litvinenko a été victime de sa proximité avec lui et de l’aide qu’il lui a apportée dans son opposition à Poutine.

## Mort
Le 23 mars 2013, le cadavre de Berezovsky est retrouvé par son garde du corps, dans la salle de bain de sa maison d’Ascot dans le Berkshire au Royaume-Uni. Les enquêteurs dépêchés sur place découvrent autour de son cou un morceau d'écharpe accroché au montant de la douche. L'autopsie du corps révèle que l'oligarque est probablement mort par pendaison,.
Certains arguments penchent pour la thèse d'un suicide : son assistant Michael Cotlick affirme qu'il était financièrement en difficulté depuis la mort de son associé Badri Patarkatsichvili et qu'il était déprimé depuis qu'il avait perdu six mois plus tôt son procès contre le protégé du Kremlin, Roman Abramovitch ; par ailleurs, il avait déclaré la veille à un journaliste de Forbes qu'il avait réalisé que sa vie n'avait « plus de sens ». Ses proches ne croient pas à cette thèse et considèrent qu'il s'agit plus probablement d'un assassinat. L'enquête ne tranche pas. Les médias britanniques rappellent que Berezovsky a été la cible d'au moins deux tentatives d'assassinat, dont l'une au cours de laquelle son chauffeur avait été décapité.

### Lettre à Poutine
En novembre 2012, Dmitri Peskov, porte-parole du Kremlin, affirme que Berezovsky a « demandé pardon » à Vladimir Poutine dans une lettre et annonce son intention de retourner en Russie. L'existence de cette lettre serait douteuse selon un ami de Berezovsky. Mais sa petite amie de l'époque confirme qu'il a bien envoyé cette lettre. Elle refuse cependant de croire qu'il ait pu se suicider.

## Postérité littéraire et cinématographique
- Le film Un nouveau Russe (en russe Олигарх), réalisé en 2002 par le cinéaste russe Pavel Lounguine, est inspiré de la vie de Boris Berezovsky.
- Dans son roman La Vengeance du Kremlin (2013), l'écrivain Gérard de Villiers suppose que c'est Vladimir Poutine qui a donné l'ordre à ses services secrets d'assassiner Boris Berezovsky par empoisonnement (utilisation de fluorure de sodium), d'une manière telle que la mort puisse raisonnablement apparaître comme étant un suicide. L'auteur imagine que la motivation du président russe tient à une froide vengeance, visant à supprimer le seul oligarque qui avait osé défier son autorité.
- Dans le roman Le Mage du Kremlin (2022), de Giuliano da Empoli, Boris Berezovsky apparait dans plusieurs chapitres.

### Émissions de Radio
- « L'affaire Boris Berezovsky » le 1er mars 2017 dans L'Heure du crime de Jacques Pradel sur RTL.

- Patrick Pesnot, Monsieur X, « Boris Berezovski, une mort mystérieuse ? » [audio], sur Radio France,France Inter, Rendez-vous avec X, 4 mai 2013 (consulté le 31 août 2024)